# Sabine Bacher
Sabine Bacher (* 26. února 1984) je rakouská trenérka a bývalá reprezentantka ve sportovním lezení, vicemistryně Rakouska a semifinalistka závodů světového poháru v boulderingu.
Lezení se věnovala také její starší sestra Barbara Bacher (* 1982), mistryně Rakouska a juniorská mistryně světa

## Výkony a ocenění

### Závodní výsledky
| Mistrovství světa | Mistrovství světa | Mistrovství světa | Mistrovství světa | Mistrovství světa |
| Rok               | 2009              | 2011              | 2012              | 2014              |
| ----------------- | ----------------- | ----------------- | ----------------- | ----------------- |
| Bouldering        | 12                | 23-25             | 29-30             | 20                |

| Světový pohár | Světový pohár | Světový pohár       | Světový pohár          | Světový pohár    | Světový pohár           | Světový pohár               | Světový pohár     | Světový pohár         | Světový pohár        |
| Rok           | 2005          | 2006                | 2007                   | 2009             | 2010                    | 2011                        | 2012              | 2013                  | 2014                 |
| ------------- | ------------- | ------------------- | ---------------------- | ---------------- | ----------------------- | --------------------------- | ----------------- | --------------------- | -------------------- |
| Bouldering    | 42-43         | 19                  | 14                     | 30               | 21                      | 17                          | 23-24             | 20                    | 31                   |
| jednotlivě    | ,-,-,-,19,    | ,-,19,11, 7,-,-,12, | ,27,17,11, -,19,15,10, | ,20,-,23, 25,17, | ,22,16,30, 25,16,27,20, | ,11,18,12,22, -,-,20,24,22, | ,21,-,17, 15,27,- | ,-,-,-,-, 12,17,13,-, | ,13,-,-,-, -,-,16,-, |

| Mistrovství Evropy | Mistrovství Evropy | Mistrovství Evropy | Mistrovství Evropy |
| Rok                | 2007               | 2008               | 2010               |
| ------------------ | ------------------ | ------------------ | ------------------ |
| Bouldering         | 6                  | 18                 | 17-18              |

| Mistrovství Rakouska | Mistrovství Rakouska | Mistrovství Rakouska | Mistrovství Rakouska |
| Rok                  | 2009                 | 2011                 | 2012                 |
| -------------------- | -------------------- | -------------------- | -------------------- |
| Bouldering           | 2                    | 3                    | 3                    |

### Skalní lezení
- 2012, první 8c